# 1965 na arte

## Eventos
- Fundação do Museu de Israel em Jerusalém.
- Fundação do Museu do Voo em Seattle.
- Fundação da companhia de dança Ballet Gulbenkian.

## Nascimentos
| Data           | Nome            | Profissão                          | Nacionalidade   | Observações | Ref   |
| -------------- | --------------- | ---------------------------------- | --------------- | ----------- | ----- |
| 3 de fevereiro | Agnieszka Balut | fotógrafa, pintora e jornalista    | Polónia         |             |       |
| 22 de junho    | Clóvis Júnior   | pintor, escultor e gravurista      | Brasil          |             |       |
| 11 de agosto   | Oscar Oiwa      | pintor, escultor e arquiteto       | Brasil          |             |       |
| 21 de setembro | Carlota Lagido  | coreógrafa, bailarina, figurinista | Portugal        |             | [ 1 ] |
| ??             | Vladimir Kush   | pintor                             | União Soviética |             |       |

## Mortes
| Data           | Nome                  | Profissão                          | Nacionalidade                              | Observações | Ref   |
| -------------- | --------------------- | ---------------------------------- | ------------------------------------------ | ----------- | ----- |
| 14 de abril    | Fernando dos Santos   | pintor e dramaturgo                | Reino Unido de Portugal, Brasil e Algarves | n. 1892     | [ 2 ] |
| 7 de maio      | Josef Hoffmann        | arquitecto e designer              | Áustria-Hungria · (República Checa)        | n. 1870     |       |
| 27 de agosto   | Le Corbusier          | arquitecto e pintor                | Suíça                                      | n. 1887     |       |
| 11 de outubro  | Dorothea Lange        | fotógrafa                          | Estados Unidos                             | n. 1895     | [ 3 ] |
| 24 de dezembro | Adolf Hyła            | pintor e professor de arte         | Império Austro-Húngaro (Polónia)           | n. 1897     |       |
| ??             | Helios Seelinger      | pintor, desenhista e caricaturista | Brasil                                     | n. 1878     |       |
| ??             | Giuseppe Perissinotto | pintor, desenhista e professor     | Itália                                     | n. 1881     |       |
| ??             | Charles Camoin        | pintor                             | França                                     | n. 1879     |       |
| ??             | Edward Carter Preston | escultor e medalhista              | Inglaterra                                 | n. 1885     |       |